# Бреняші
Бреняші́ (рос. Бреняши, чув. Пĕренеш) — присілок у складі Шумерлинського району Чувашії, Росія. Входить до складу Торханського сільського поселення.
Населення — 211 осіб (2010; 265 у 2002).
Національний склад:
- чуваші — 98 %